# 李奎報
李 奎報（り けいほう、イ・ギュボ、大定8年12月16日（1169年1月15日） - 淳祐元年9月2日（1241年10月8日））は、高麗の文人。本貫は黄驪（現京畿道驪州市）。字は春卿、号は白雲。高麗の李太白と呼ばれた。

## 略歴
父は戸部郎中を務めた李允綏。幼時より文筆の才能に優れ、9歳で奇童と呼ばれ、さらに四書五経・仏教・道教の書物を読みこなし、詩文に長けたという。8000を超える詩作は『東国李相国集』に収められている。また説話文学である「白雲小説」も有名である。呉世才が没した後、江左七賢への参加を李湛之から打診されたが、「今の七賢の中には晋の王戎のような鑑識眼のある者はいない」とし、固辞した。
科挙に及第後、1199年、全州の司録に任命され、崔瑀政権のもとで政治家としても活躍し、1232年にはモンゴルの侵入にあたって、オゴデイに宛てて書状を提出し撤兵させたといい、その功績によって枢密副使吏部尚書・集賢殿大学士参治政事を拝命した。

## 代表的な詩作
- 東明王篇 - 高句麗の建国神話を題材とした叙事詩。人々の愛国心と民族の誇りとを促した。
- 天宝詠史 - 唐の玄宗を題材とした長編詩。その退廃的な生活が国を滅ぼしたことを歌い、以て高麗王朝への批判とした。
- 家圃六詠 - 「冬に備えて瓜や蕪を塩漬けにする」という表現が見られ、キムチ（の原型）の朝鮮での文献初出例とされる。